# 布里斯托尔 (佛罗里达州)
布里斯托尔（英語：Bristol）是美国佛罗里达州自由郡下属的一座城市。建立于1958年。面积约为4.2平方公里（约合1.6平方英里）。根据2020年美國人口普查，该市有人口918人。论人口在本州排行第329。